# Тлеуов, Асхат Халилович
Асхат Халилович Тлеуов (род. 1950) — советский и казахский учёный, доктор технических наук.

## Биография
Родился в 1950 году.
В 1974 году окончил Целиноградский сельскохозяйственный институт, факультет электрификации сельского хозяйства, получив специальность «инженер-электрик». В 1974—1977 годах работал ассистентом этого же вуза на кафедре «Применения электрической энергии» энергетического факультета.
В 1977—1980 годах обучался в аспирантуре при Всесоюзном НИИ электрификации сельского хозяйства (Москва). В 1980—2015 годах — ассистент, старший преподаватель, доцент, профессор Казахского агротехнического университета имени Сейфуллина (Астана).
С 1982 года — кандидат технических наук, с 1984 года — доцент. В 1996 году защитил докторскую диссертацию на тему «Методы оценки характеристик ветроэнергетических и гелиоустановок сельскохозяйственных объектов», с 1997 года — доктор технических наук, с 1998 года — профессор, заведующий кафедрой «Эксплуатации электрооборудования» Казахского агротехнического университета Сакена Сейфуллина.
Основное направление научных исследований Асхата Тлеуова — энергосбережение и возобновляемые источники энергии. Под его руководством работают ряд магистрантов и докторантов по специальности «Электроэнергетика».
Он является членом диссертационного совета по техническим наукам в сельском хозяйстве по защите диссертаций на присуждение степени доктора философии (PhD) Казахского национального аграрного университета.

## Заслуги
- В 2000 году удостоен звания «Отличник образования Республики Казахстан», в 2005 году — звания «Лучший преподаватель вуза Республики Казахстан».
- В 2008 году получил памятную медаль «Академик А. И. Бараев, 100 лет со дня рождения», в 2011 году стал «Почетным работником университета».
- В 2012 году награждён памятной медалью «55 лет КАТУ им. С. Сейфуллина», а в 2013 году — памятной медалью «Профессор Гендельман М. А., 100 лет со дня рождения».
- В 2015 году был удостоен медали «Курметтi тулек».

## Труды
Асхат Халилович Тлеуов является автором более 260 научных трудов, наиболее значимые из них:
- Выбор автономных ветроэнергетических установок для АПК. — Астана, КазАТУ, 2011. −87 с.
- Использование систем солнечного теплоснабжения в АПК. — Астана, КазАТУ, 2011. — 57 с.
- Дэстулi емес жене кайта жанаратын энергия коздерi (монография). — Астана: КазАТУ, 2012. — 190 с.
- Применение возобновляемых источников энергии в РК. Ч.1. Гелиоэнер-гетика. — Астана: АО «КАТУ им. С. Сейфуллина», 2011. — 227 с.
- Применение возобновляемых источников энергии в Республике Казахстан. Ч.3 Биоэнергетика. Малая гидроэнергетика. — Астана: АО «КАТУ им. С. Сейфуллина», 2011. — 117 с.
- Основы использования возобновляемых источников энергии (учебное пособие). — Астана: АО «КАТУ им. С. Сейфуллина», 2011. — 152 с.